# Klimow WK-1

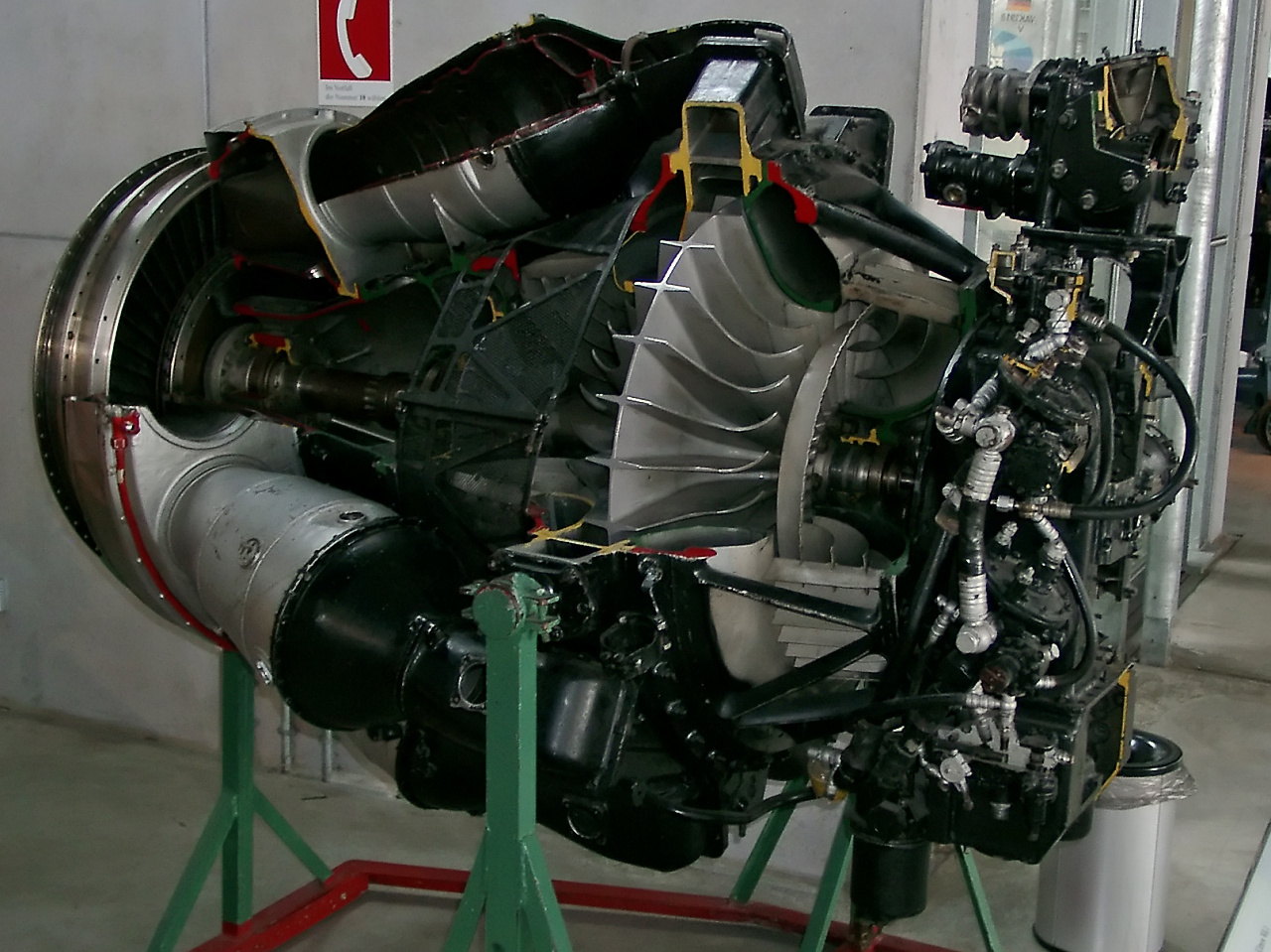
Klimow WK-1 im Schnitt

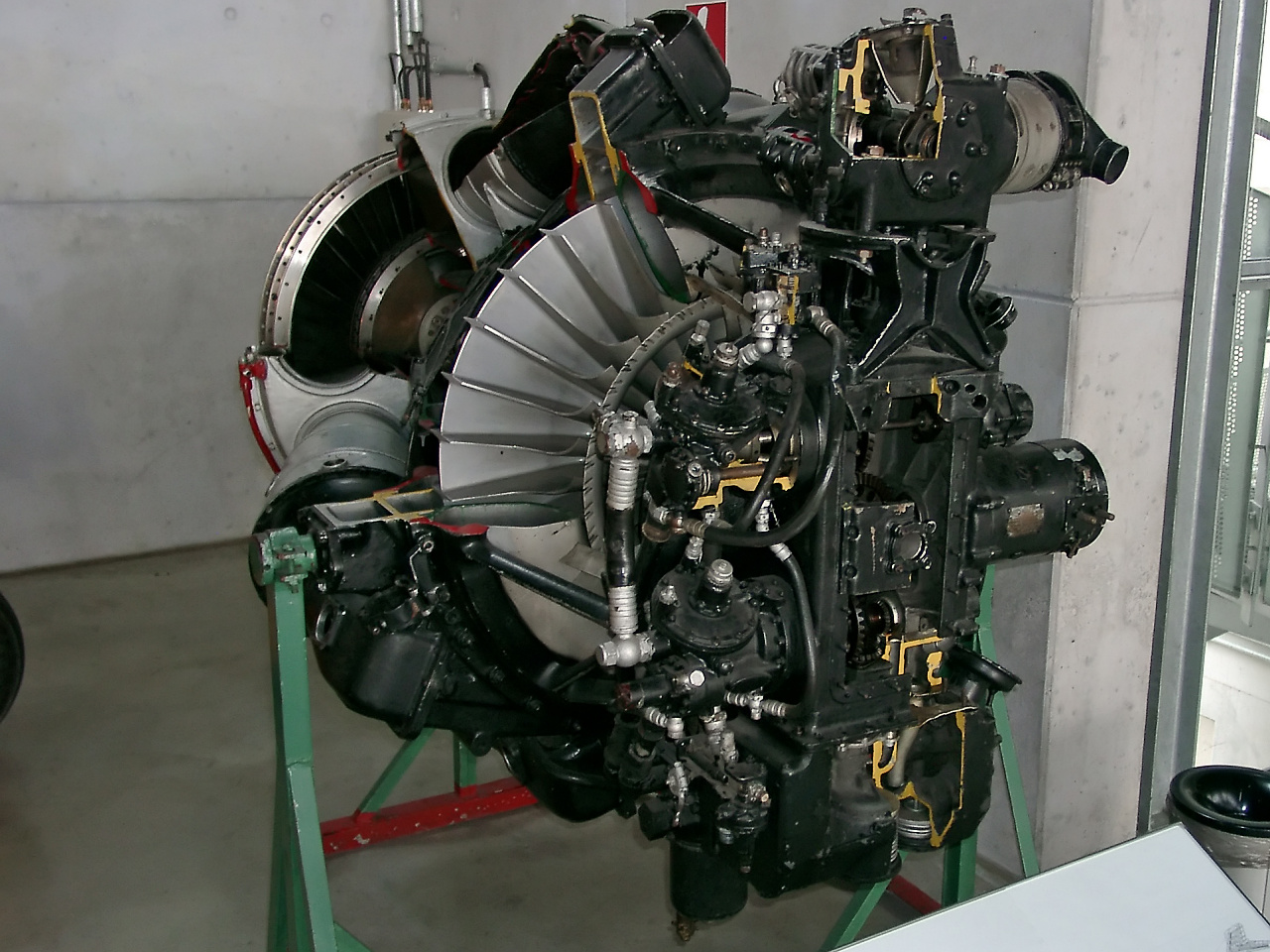
Klimow WK-1 im Schnitt

Das Klimow WK-1 war ein sowjetisches Turbojet-Triebwerk. Es war das erste sowjetische Strahltriebwerk, das in Großserie gefertigt wurde. Die Buchstaben der Bezeichnung sind die Initialen des Konstrukteurs Wladimir Klimow.

## Entwicklung
Es war eine Weiterentwicklung des Klimow RD-45 und basierte wie dieses auf dem britischen Rolls-Royce Nene-Triebwerk, erreichte jedoch einen um etwa 30 Prozent höheren Schub als das Ausgangsmuster, ohne dass die äußeren Abmessungen vergrößert wurden.
Es handelt sich um ein Einwellentriebwerk mit einem einstufigen Radialkompressor, der über zwei Einlässe verfügte. Die Verbrennungsluft wurde durch neun einzelne Brennkammern zur einstufigen Turbine geführt. Die Luftfahrtzulassung konnte im Dezember 1948 erteilt werden. Es wurde in der Mikojan-Gurewitsch MiG-15bis verwendet. Eine Variante WK-1A mit geändertem Getriebe und besserer Haltbarkeit löste das Ursprungstriebwerk in der Serienfertigung ab und wurde bei den Mustern der Mikojan-Gurewitsch MiG-17, der Iljuschin Il-28 und der Tupolew Tu-14 eingesetzt. Eine Version mit Nachbrenner, als WK-1F (Forsasch) bezeichnet, wurde ab 1951 hergestellt und kam in späteren Versionen der MiG-17 (F, PF und R) zum Einsatz. Darüber hinaus fand es jedoch auch in weiteren Flugzeugen Verwendung. Das Triebwerk wurde auch in Polen, der Tschechoslowakei und in China gefertigt. Dort lief die Produktion bis 1958. Es wurden insgesamt über 20.000 Aggregate hergestellt. 
Das Klimow WK-5 war eine Weiterentwicklung des WK-1 mit erhöhter Turbineneintrittstemperatur und stärkerem Schub. Dieses Triebwerk wurde 1952 zugelassen und war in der Variante WK-5F ebenfalls mit einem Nachbrenner ausgerüstet. Es fand jedoch keine weite Verbreitung. Das Triebwerk lieferte einen Schub von 30,4 kN, mit Nachbrenner 37,3 kN.
Nach dem Ende ihres Einsatzes als Flugtriebwerk wurde eine Reihe von WK-1-Triebwerken anderen Verwendungen zugeführt, etwa als Eisabtaugeräte für die Flugfeldtrocknung oder bei Turbolöschern.
Da das Triebwerk auf dem Rolls-Royce Nene basierte und es ohne Lizenzvertrag in Serie gebaut worden war, versuchte Rolls-Royce später, 207 Millionen £ Lizenzgebühren einzuklagen, blieb damit jedoch ohne Erfolg.

## Technische Daten (WK-1A)
- Länge: 2640 mm
- Durchmesser: 1270 mm
- Gewicht: 872 kg
- Startschub 26,5 kN (WK-1F mit Nachbrenner: 33,16 kN)
- Spezifischer Kraftstoffverbrauch: 109,1 kg/(kN h)
- Turbinendrehzahl: 11.560 min-1